# Associação Brasileira de Apoio e Desenvolvimento da Arte-Capoeira
Associação Brasileira de Apoio e Desenvolvimento da Arte-Capoeira lub ABADÁ-Capoeira (skr. ABADÁ; tłum. Brazylijskie Stowarzyszenie Wspierania i Rozwoju Sztuki Capoeira) – brazylijska organizacja non-profit mająca na celu propagowanie brazylijskiej sztuki walki capoeira.

## Historia
Grupa została założona w 1988 roku w Rio de Janeiro przez José Tadeu Cardoso, znanego w świecie capoeira jako Mestre Camisa. Obecnie grupa działa w wielu krajach i zrzesza ponad 30 tysięcy członków. Oprócz propagowania samej capoeiry grupa zajmuje się prowadzeniem wielu akcji przeciwko narkotykom, głodowi, braku kształcenia.
Grupa ABADÁ jest kierowana bezpośrednia przez Mestre Camisa z pomocą jego brata Grão Mestre Camisa Roxa. W 2007 roku Mestre Camisa otrzymał najwyższy możliwy cordao (stopień w capoeira)
w ABADÁ-Capoeira, biały. Jednak nie przyjął tytułu Grão Mestre (wielkiego mistrza), argumentując to tym, że w grupie może być tylko jeden.

## Filozofia
ABADÁ-Capoeira promuje wartości dążące do samodoskonalenia. Stara się rozwijać wartości oparte na szacunku, integracji społecznej i wolności. Sprzeciwia się używaniu narkotyków oraz używek, promuje zdrowy styl życia. Wiele z tych celów próbuje osiągnąć propagując sztukę capoeiry m.in. w szkołach, klubach i stowarzyszeniach z pomocą lokalnych władz i organizacji.
Od początku istnienia ABADÁ, Mestre Camisa kładzie ogromny nacisk na profesjonalizację capoeira. W stylu jaki jest obecny w grupie można odnaleźć wiele elementów ze stylu Regional, stworzonego przez Mestre Bimba oraz rozwijanego przez Mestre Pasthina stylu Angola. Camisa starał się połączyć te style i przez to stworzyć nowoczesną capoeira.

## ABADÁ-Capoeira  w Polsce
Początki ABADÁ w Polsce sięgają roku 2001, kiedy to do Polski na zaproszenie Aluno Calango (obecnie nie trenuje już w grupie ABADÁ) oraz Aluno Jacarè (nie trenuje już capoeira) przyjechał Instrutor Dodô (obecnie poza ABADÁ) ze Szwecji. Pierwsze batizado dla grupy z Polski odbyło się pod koniec marca 2002 roku w Göteborgu w Szwecji podczas Mistrzostw Europy grupy ABADÁ Capoeira tzw. Jogos Europeus. Pierwsze batizado w Polsce odbyło się w styczniu 2003 roku pod kierownictwem Mestrando Cobry (obecnie w stopniu Mestre) w Gdyni. W 2003 roku do Polski przyjechał Instruktor (obecnie w stopniu Mestrando poza grupą ABADÁ) Zinho (z Rio de Janeiro), którego wydelegował Mestre Camisa w celu opieki nad Polską grupą ABADÁ-Capoeira.
Od 2018 roku Polską grupą ABADÁ  opiekuje się Mestrando Estacio.
Batizado polskiej sekcji ABADÁ Capoeira:
1. marzec 2002, Goeteborg (Szwecja) – prowadzący Mestre Camisa, Mestre Nago, Mestre Capixaba (batizado łączone dla grupy z Polski i ze Szwecji),
2. styczeń 2003, Gdynia – prowadzący Mestrando Cobra (obecnie Mestre),
3. luty 2004, Gdynia – prowadzący Mestre Capixaba (obecnie poza grupą ABADÁ),
4. maj 2005, Gdynia – prowadząca Mestranda Edna Lima,
5. maj 2006, Będzin – prowadzący Mestrando Pernilongo,
6. maj 2007, Gdynia – prowadzący Mestrando Morcego,
7. czerwiec 2008, Gdynia – prowadzący Mestre Camisa,
8. lipiec 2009, Gdynia – prowadzący Mestrando Duende,
9. czerwiec 2010, Gliwice – prowadzący Mestre Nagô (obecnie poza grupą ABADÁ),
10. styczeń 2012, Gdynia – prowadzący Mestre Cobra.

W szczytowym momencie ABADÁ-Capoeira posiadała sekcje w następujących miastach: Białystok, Bydgoszcz, Elbląg, Ełk, Gdynia, Gliwice, Poznań, Szczecin, Śrem i Wrocław gdzie w sumie trenowało około 200 osób. Obecnie grupa ABADÁ-Capoeira istnieje w Gliwicach.

## Gradacja
Stopnie w ABADÁ-Capoeira oznaczone są poprzez różnokolorowe sznury noszone na pasie. Pierwszy stopień zdobywa się na ceremonii batizado, a kolejne na Troca de Corda. Osoby nie posiadające jeszcze stopnia noszą sznur w kolorze crua – jasnoszarym. Kolejne stopnie (oraz kolory sznurów im odpowiadające) przedstawione są poniżej:
- Aluno 1° (crua e amarela – szary i żółty)
- Aluno 2° (amarela – żółty)
- Aluno 3° (amarele e laranja – żółty i pomarańczowy)
- Aluno 4° (laranja – pomarańczowy)
- Aluno 5° (laranja e azul – pomarańczowy i granatowy)
- Aluno Graduado 1° (azul – granatowy)
- Aluno Graduado 2° (azul e verde – granatowy i zielony)
- Aluno Graduado 3° (verde – zielony)
- Aluno Graduado 4° (verde e roxa – zielony i fioletowy)
- Instrutor 1° (roxa – fioletowy)
- Instrutor 2° (roxa e marrom – fioletowy i brązowy)
- Professor 1° (marrom – brązowy)
- Professor 2° (marrom e vermehla – brązowy i czerwony)
- Mestrando (vermelha – czerwony)
- Mestre (vermelha e branco – czerwony i biały)
- Grão Mestre (branco – biały)